# 31492 Jennarose
31492 Jennarose este un asteroid din centura principală de asteroizi.

## Descriere
31492 Jennarose este un asteroid din centura principală de asteroizi. A fost descoperit pe 10 februarie 1999 la Socorro, New Mexico, în cadrul proiectului LINEAR. Asteroidul prezintă o orbită caracterizată de o semiaxă mare de 2,22 ua, o excentricitate de 0,14 și o înclinație de 5,6° în raport cu ecliptica.